# Thomas Brick
Thomas Brick (* 11. Juni 1947 in Kummerow (am See); † 4. Juni 2007) war ein deutscher Mediziner und Politiker (CDU).
Brick stammte aus einem Pfarrhaus. Nach dem Besuch der Erweiterten Oberschule in Malchin, die er 1966 mit dem Abitur abschloss, studierte er von 1966 bis 1972 Medizin an der Ernst-Moritz-Arndt-Universität Greifswald. Von 1972 bis 1976 machte er eine Facharztausbildung Chirurgie in Stavenhagen und praktizierte hier von 1976 bis 1986. An der Universität Greifswald wurde er 1987 zum Dr. med. promoviert; bis 1989 war er Wissenschaftlicher Assistent an der Universität.
Brick war seit 1969 Mitglied der CDU der DDR. Nach der Volkskammerwahl 1990 wurde er für die Ost-CDU Mitglied der Volkskammer. Am 14. Oktober 1990 wurde er bei der Landtagswahl in Mecklenburg-Vorpommern 1990 im Wahlkreis 19 Malchin-Teterow mit 48,3 % der Stimmen direkt als Abgeordneter des 1. Landtages von Mecklenburg-Vorpommern gewählt.

## Publikationen
- Analyse der Arbeitsunfähigkeitsmorbidität in einem landwirtschaftlichen Grossbetrieb von 1973 bis 1983. Greifswald, Univ., Diss. A, 1987
- Schwarze Schafe, rote Wölfe, goldene Geier : [politisch-biographische Betrachtungen]. Hamburg: Mein Buch 2005 ISBN 3-86516-343-2